# Floris Middendorp
Floris Middendorp (Zwolle, 4 de junho de 2001) é um jogador de hóquei sobre a grama neerlandês.

## Carreira
Middendorp começou a jogar hóquei no Hattem, onde estreou no time principal quando tinha 15 anos. Em 2019, mudou-se para Amsterdã. Ele foi nomeado co-capitão do time com Boris Burkhardt para a temporada 2024-25.
Inicialmente Middendorp não foi convocado para o Campeonato EuroHockey de 2023, depois que Tjep Hoedemakers sofreu uma lesão antes do torneio, Middendorp foi nomeado como seu substituto.
Nos Jogos Olímpicos de Verão de 2024, em Paris, conquistou a medalha de ouro no torneio masculino do hóquei sobre a grama, após vencer na final confronto contra a equipe alemã por pênaltis.